# Beats Electronics
Beats Electronics je americký výrobce audiotechniky a příslušenství, především ale sluchátek a reproduktorů, které prezentuje pod značkou Beats by Dr. Dre. Mimo to od roku 2012 spravuje streaming hudby – Beats Music. Založena byla ve městě Santa Monica, sídlo má ve městě Culver City (obě ve státu Kalifornie). V roce 2013 měla Beats Electronic tržby o výši 1,5 mld. dolarů. Produkty Beats se prodávají globálně a firma má přibližně 700 zaměstnanců (2014).

## Historie
Beats Electronics založili v roce 2006 Jimmy Iovine, předseda společnosti Interscope-Geffen A&M, a známý hip-hopový producent Andre Young, známý jako Dr. Dre, který se též podílel na vývoji. Na krátké období kolem roku 2012 Beats majoritně vlastnila tchajwanská společnost HTC, ta později snížila svůj podíl pod 25 %, aby jej v roce 2013 prodala zcela. Současně s tím, v roce 2013 se mezi význačnějšími akcionáři patřil nadnárodní zbrojní konglomerát the Carlyle Group.

### Ve vlastnictví Apple
10. května 2014 Beats koupila společnost Apple Inc. za 3,2 mld. US$, s tím, že hodlá značku zachovat, pouze příjmy z ní bude těžit nový majitel. Tato transakce udělala z Dr. Dre prvního miliardáře mezi hip-hopovými producenty. O měsíc později unikly zprávy o tom, že Apple možná přestane u svých zařízeních podporovat 3,5mm jack a nahradí jej konektorem Lightning – Beats tím pádem využije k výrobě „oficiálních“ sluchátek s tímto konektorem a u všech konkurenčních výrobců bude vybírat licenční poplatky za použití rozhraní.

## Marketing a branding

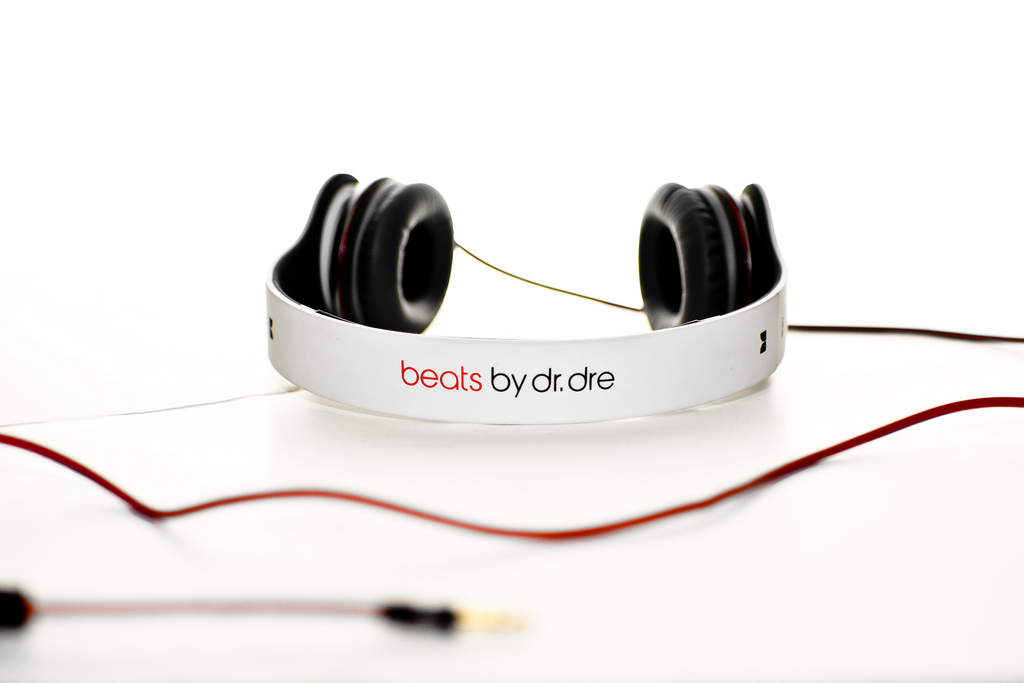
Model White solo

Značka Beats By Dr. Dre se v současnosti těší velkému úspěchu, kterého mohla dosáhnout spojením se známým hip-hopovým umělcem, zásluhou dobrého marketingu, spočívajícím ve spojení s celebritami (nejen z hudebního průmyslu), které se značkou nezřídka mají lukrativní smlouvy, a product placementem.
Logem Beats je zakulacené písmeno 'b' v bílé barvě na červeném kruhovém pozadí. Značka je vnímána jako luxusní a trendy hlavně mezi mladší generací – současně její výrobky patří většinou mezi ty dražší. Například na trhu sluchátek nad 100 $ má Beats 64% podíl (září 2013). Výrobky Beats se objevily v několika videoklipech, včetně těch extrémně populárních s miliony zhlédnutí, popř. sluchátky Beats byl vybaven americký basketbalový tým na LOH v Šanghaji. S vývojem jednotlivých modelů navíc spojila své jméno řada hudebních ikon, což podněcuje jak zvědavost jejich příznivců, tak vzájemně prospěšnou publicitu jich i značky samotné.

## Sluchátka

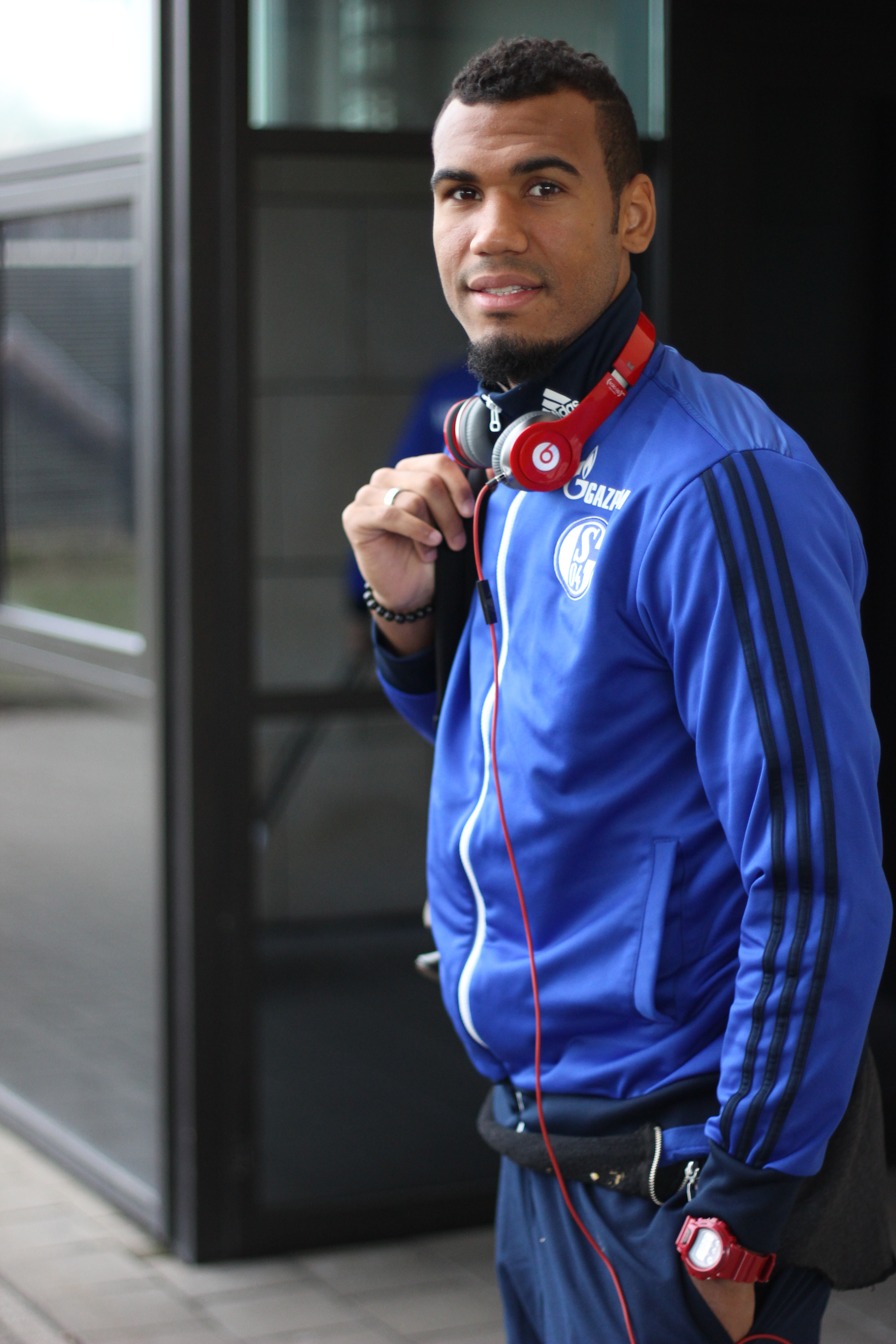
Eric Maxim Choupo-Moting se sluchátky Beats (2015).

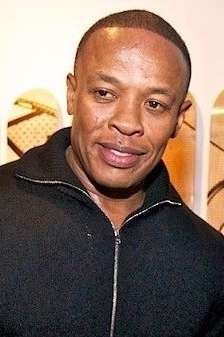
Dr. Dre
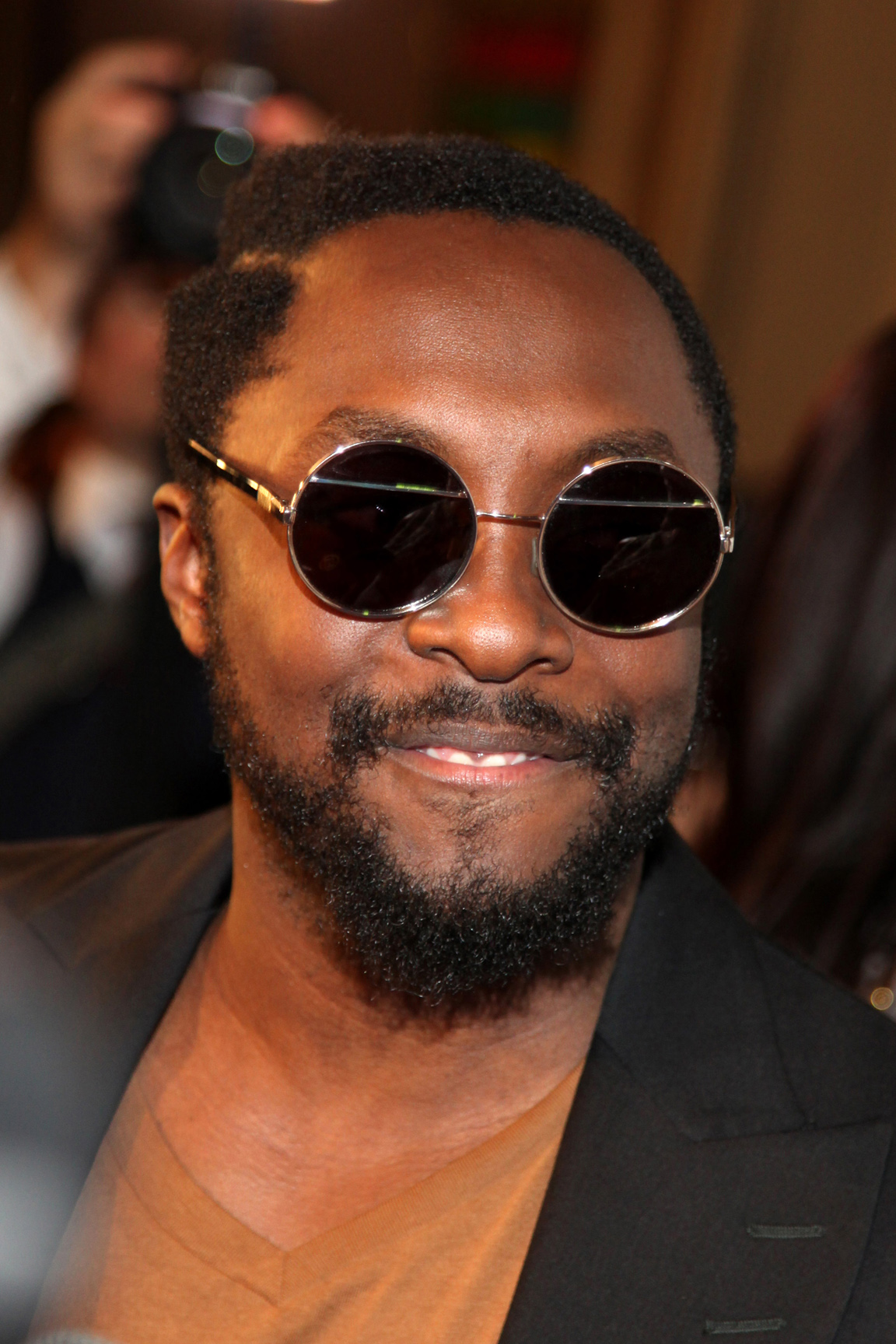
Will.i.am
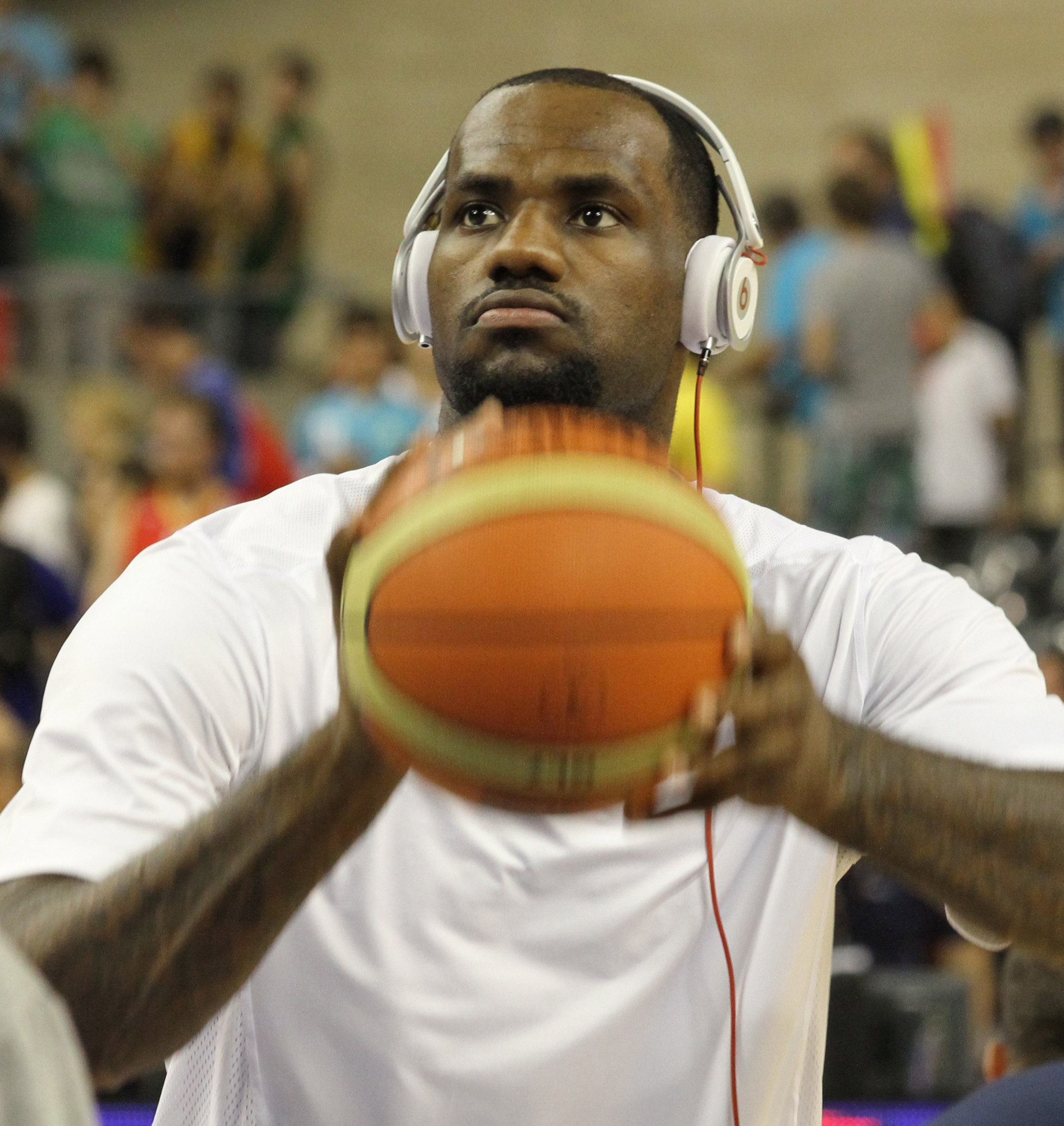
LeBron James
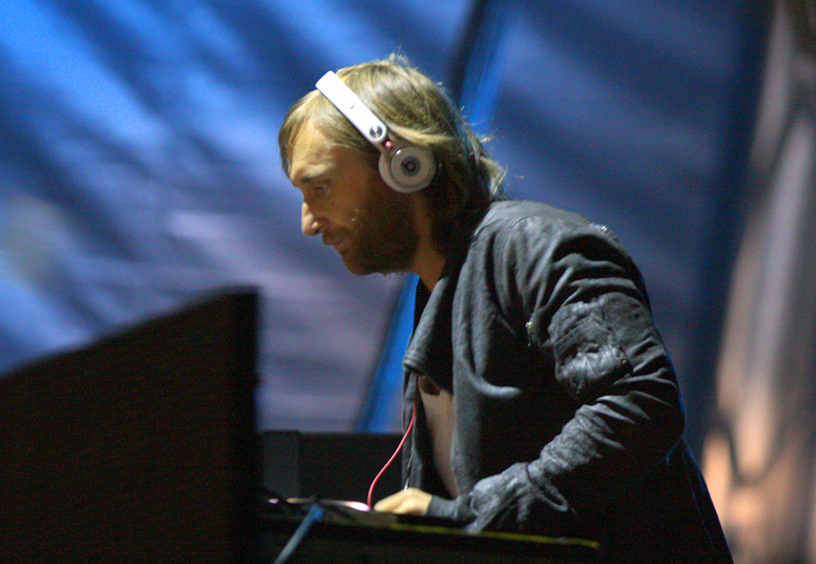
David Guetta
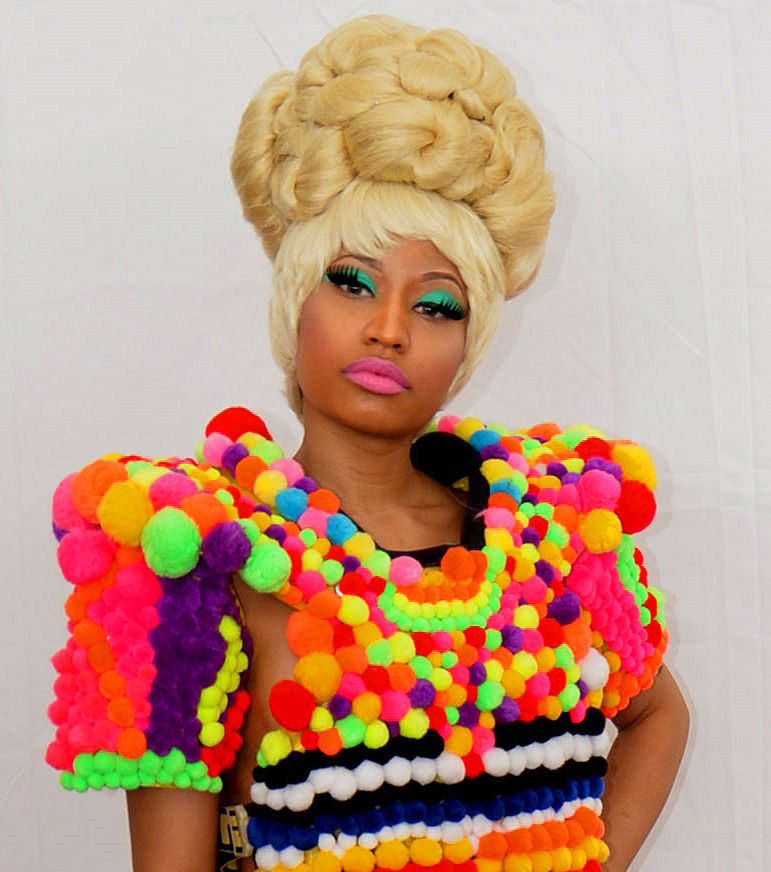
Nicki Minaj
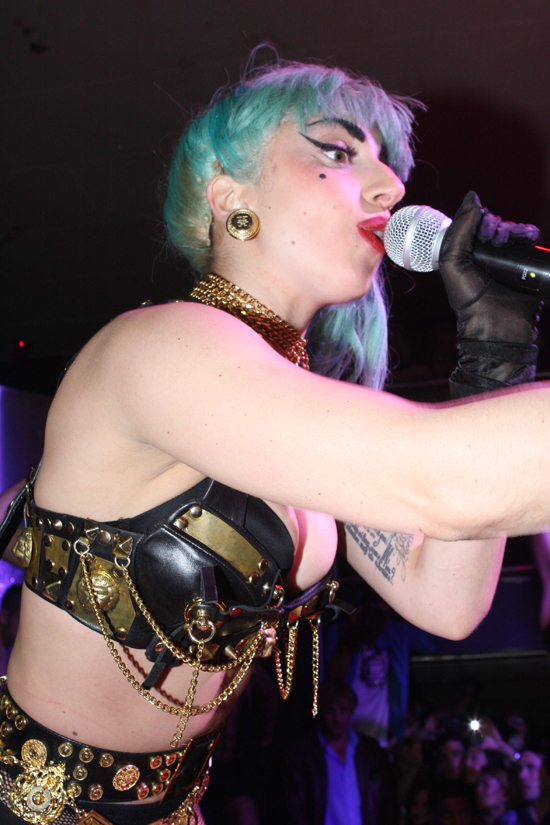
Lady Gaga

| Typ sluchátek      | Název sluchátek  | Spoluvývojář       |
| ------------------ | ---------------- | ------------------ |
| Náhlavní sluchátka | Beats Pro        | Dr. Dre, will.i.am |
| Náhlavní sluchátka | Beats Studio     | Dr. Dre            |
| Náhlavní sluchátka | Beats Wireless   | Dr. Dre            |
| Náhlavní sluchátka | Beats Mixr       | David Guetta       |
| Náhlavní sluchátka | Beats Solo HD    | Dr. Dre            |
| Náhlavní sluchátka | Beats EP         | Dr. Dre            |
| Sluchátka do uší   | Beats Tour       | Dr. Dre            |
| Sluchátka do uší   | PowerBeats       | LeBron James       |
| Sluchátka do uší   | Heartbeats       | Lady Gaga          |
| Sluchátka do uší   | urBeats          | HTC Corporation    |
| Sluchátka do uší   | urBeats          | Dr. Dre            |
| Reproduktory       | Beatbox          | Dr. Dre            |
| Reproduktory       | Beatbox Portable | Dr. Dre            |
| Reproduktory       | Beats Pill       | Dr. Dre            |
| Reproduktory       | Pink Pill        | Nicki Minaj        |

- Dr. Dre
- Will.i.am
- LeBron James
- David Guetta
- Nicki Minaj
- Lady Gaga

## Software
Tato společnost také dodává softwarové ekvalizéry do mobilních telefonů HTC a do notebooků HP.